# Gruppenfertigung
Die Gruppenfertigung ist in der Fertigungstechnik ein Fertigungsverfahren, das aus der Kombination von Fließband- und Werkstattfertigung besteht.

## Allgemeines
Die gesamte Produktion wird zu diesem Zweck in so genannte Funktionsgruppen aufgeteilt, wobei innerhalb dieser die Arbeitsplätze und Maschinen nach der Bearbeitungsreihenfolge angeordnet sind und das Fließprinzip vollziehen. Diese Fließfertigung wird für einen Teil des Produktionsprogramms eingesetzt, während der Rest in Werkstattfertigung erfolgt.  

## Überblick
Der Zusammenhang zwischen der Fertigungsart für bestimmte Produktgruppen und der Fertigungsorganisation erschließt sich aus folgender Übersicht:
| Fertigungstyp                    | Produkte Produktgruppen                | Fertigungsorganisation                           |
| -------------------------------- | -------------------------------------- | ------------------------------------------------ |
| Einzelfertigung                  | Produktion nach Kundenauftrag          | Baustellenfertigung                              |
| Einzel- und Kleinserienfertigung | Bauteile, Ersatzteile                  | Produkte mit Produktvarianten nach Kundenauftrag |
| Serienfertigung                  | Standardprodukte mit Produktvarianten  | Werkstatt- und Gruppenfertigung                  |
| Massenfertigung                  | Standardprodukte ohne Produktvarianten | Fließbandfertigung                               |

Was lediglich in Einzelfertigung hergestellt werden kann (Gebäude, Schiffe), eignet sich nicht für die Massenfertigung, die durch Kostendegression zu Kostensenkungen bei zunehmendem Absatzvolumen führt.

## Produktionsprozess
Es werden verschiedene Betriebsmittel räumlich und organisatorisch zu Funktionsgruppen, Bearbeitungszentren, Fertigungsinseln, Montageinseln oder flexiblen Fertigungssystemen zusammengefasst. Die Bearbeitungsschritte erfolgen ohne starre Arbeitsteilung und unabhängig von Taktzeiten. Kennzeichnend für die Gruppenfertigung ist die an Baugruppen, Teilefamilien oder Halbfertigfabrikaten orientierte Zusammenfassung von Fertigungseinrichtungen in Gruppen oder Linien.

## Anwendung
In Gruppenfertigung werden Produkte hergestellt, bei denen die Werkstattfertigung zwar mehr oder weniger bedeutungslos wird, jedoch das Optimum der ausschließlichen Fließfertigung noch nicht erreicht ist. Häufig anzutreffen ist die Gruppenfertigung in der Serienfertigung von Standardprodukten mit Produktvarianten.
Diese Fertigung kommt den Vorstellungen über einen humanen Arbeitsplatz entgegen, weil die einzelnen Mitarbeiter den Überblick über den gesamten Fertigungsablauf behalten. Die Arbeitsmotivation der Arbeitskräfte wird durch den Einsatz in mehreren wechselnden Funktionen erhöht. Außerdem stärkt diese Art der Fertigung die Eigenverantwortung und führt dadurch zur Steigerung der Produktqualität. Sie erfordert von den Arbeitnehmern neben hoher fachlicher Qualifikation vor allem auch Kommunikations- und Teamfähigkeit. Problematisch kann jedoch die Frage nach der gerechten Entlohnung innerhalb der Gruppe sowie der psychologische Druck auf einzelne Gruppenmitglieder werden.

## Vor- und Nachteile
Vorteile
- Durch die Reduktion der Transportwege entstehen geringere innerbetriebliche Transportkosten.
- Die Lagerkosten werden durch die geringere Lagerung von Zwischenbeständen reduziert.
- Der Produktionsvorgang ist leichter überschaubar und damit besser organisier- und rationalisierbar.
- Sehr förderlich in Hinblick auf die Motivation, Teamfähigkeit und Kooperationsbereitschaft der Mitarbeiter sowie daraus resultierender geringerer Krankenstand.
- Mitarbeiter lernen, verschiedenartige Aufgaben in ihrer Gruppe zu übernehmen (Job Enrichment).

Nachteile
- Verringerte Anpassungsfähigkeit an veränderte Betriebs- und Marktentwicklungen, jedoch trotzdem noch flexibler als Fließfertigung.
- Erfordert den Mitarbeitertyp "Generalist", der nicht auf ein bestimmtes Arbeitsgebiet spezialisiert ist.
- Einzelne Komponenten müssen mehrfach, nämlich in jeder Gruppe, vorhanden sein, was zu erhöhten Anschaffungskosten und Materialkosten führt und den Lagerbestand erhöht.
- Die Auslastung ist geringer als bei der Werkstattfertigung.